# Chaetopleura isabellei
Chaetopleura isabellei es una especie de quitón, es decir, un molusco poliplacóforo, que vive en ambientes marinos costeros del Océano Atlántico sudoccidental. Los quitones son moluscos marinos, que dorsalmente presentan ocho placas articuladas rodeadas por un cinturón. Ventralmente presentan un pie, la cabeza y el surco paleal, donde se disponen las branquias.Esta especie fue nombrada en 1841 como Chiton isabellei por el naturalista Alcide d'Orbigny.

## Descripción
Chaetopleura isabellei es un quitón de talla mediana (hasta 4 cm de longitud) y de coloración variable desde amarillento a marrón, aunque lo más común es que sea rojizo. Su placa cefálica (I) es más ancha que la placa anal (VIII); esta última posee mucro central y el área posterior a este (posteromucronal) es cóncava. Ambas presentan 11 placas de inserción levemente pectinadas que se insertan en el cinturón. Las placas intermedias (II a VII) son anchas y cortas con áreas laterales elevadas, siendo la placa II de mayor tamaño y de forma trapezoidal. Todas las placas presentan tubérculos dispuestos en hileras radiales, aunque en las áreas centrales de las placas intermedias las hileras son sublongitudinales con tendencia a converger en el ápice, son poco notorias en el área postmucral. El cinturón está cubierto por escamas y procesos cortos que pueden estar ausentes a causa de la erosión.

## Distribución geográfica
Se distribuye a lo largo de la costa del Océano Atlántico sudoccidental desde Río de Janeiro, Brasil (~23°S) hasta Punta Camarones, Chubut, Argentina (~45°S).

## Hábitat y ecología
Los individuos de esta especie son exclusivamente marinos, habitan fondos duros (principalmente fondos rocosos que quedan emergidos durante la marea baja, conocidos como restingas), protegidos del impacto de las olas y al resguardo de la luz, excepto si están sumergidos. Se los encuentra desde el mesolitoral hasta los 60 m de profundidad. Su alimentación es oportunista y consiste en lo que puedan extraer del sustrato en el que habitan: microalgas, briozoos, esponjas, etc. También depredan sobre ovicápsulas de Zidona dufresnii.

## Distribución estratigráfica
Se han encontrado restos fósiles de esta especies de antigüedad Pleistoceno Tardío en la localidad de La Coronilla, Uruguay, y Holoceno en los alrededores de Bahía Blanca, el noreste de la provincia de Buenos Aires, Argentina, y varias regiones de Uruguay.

## Comentarios
Las hembras de los quitones producen óvulos con ornamentaciones características de cada especie. Especies emparentadas presentan ornamentaciones con patrones similares. Los óvulos de C. isabellei poseen proyecciones en forma de columnas con espinas en el extremo distal.
Una calle de la localidad de Playas Doradas (provincia de Río Negro, Argentina), lleva el nombre "Calle Quitones" en referencia a la especie Chaetopleura isabellei.